# Tavriiska, Skadovsk
Tavriiska (în ucraineană Таврійська) este o comună în raionul Skadovsk, regiunea Herson, Ucraina, formată numai din satul de reședință.

## Demografie
Componența lingvistică a comunei Tavriiska
     Ucraineană (91,46%)
     Rusă (5,85%)
     Română (1,08%)
     Alte limbi (0,12%)
Conform recensământului din 2001, majoritatea populației comunei Tavriiska era vorbitoare de ucraineană (91,46%), existând în minoritate și vorbitori de rusă (5,85%) și română (1,08%).